# Gerfried Sitar

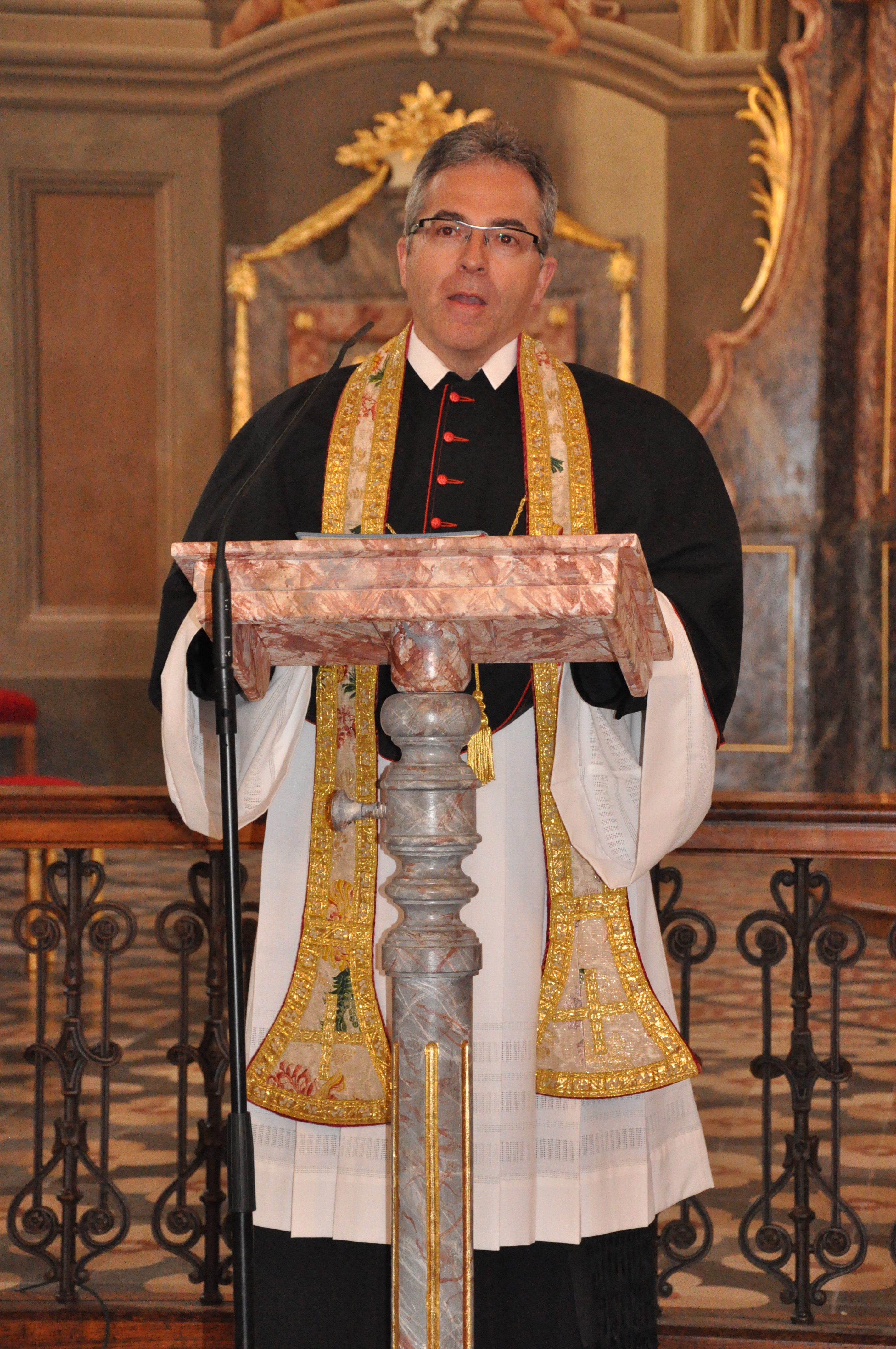
Gerfried Sitar (2015)

Gerfried Sitar OSB (* 19. Mai 1968 in Kötschach-Mauthen, Kärnten) ist ein österreichischer Museumsdirektor, römisch-katholischer Theologe, Benediktiner und Buchautor.

## Leben

### Ausbildung
Nach dem Besuch der Volksschule und der Hauptschule in Kötschach-Mauthen mit dem Schwerpunkt Musik absolvierte Sitar das Gymnasium in Volders und legte schließlich die Matura am heutigen Ingeborg Bachmann-Gymnasium in Klagenfurt ab. Nach dem Eintritt in das Benediktinerstift St. Paul 1987 kam er 1988 zur Ordensausbildung ins niederösterreichische Stift Göttweig. Anschließend studierte Sitar an der Universität Salzburg Theologie und Kunstgeschichte. Seine Schwerpunkte innerhalb der theologischen Ausbildung galten dem Kirchenrecht und der Kirchengeschichte. Sitar dissertierte schließlich am Institut für Kirchengeschichte mit einer Arbeit über das Schicksal des Stiftes St. Paul während der NS-Ära. Im Bereich der Kunstgeschichte befasste er sich vorrangig mit der romanischen Architektur und Kunst in Italien, Deutschland und Österreich.

### Sprecher beim ORF und Autor von Kindergeschichten
Während seiner Studienzeit fungierte Sitar als Sprecher beim ORF und verfasste Kindergeschichten und Märchen – ebenso schrieb er wöchentlich Texte für die Wiener- und Kärntner Kirchenzeitungen. In dieser Zeit wurden auch mehrere seiner Geschichten in der Kleinen Zeitung abgedruckt. Die Salzburger Nachrichten widmeten ihm 1992 ein Autorenportrait.
Sitar trat auch als Gestalter der theologischen Morgenbetrachtungen im ORF Radio hervor und ist gegenwärtig immer wieder als Historiker bei Beiträgen im Fernsehen zu europäischen Themen zu sehen.

### Museumsleiter, Buchautor und kirchlicher Werdegang
1994 kuratierte er seine erste Ausstellung im Stift St. Paul mit dem Themenschwerpunkt Tischkultur. 1996 wurde er zum Direktor des Museums und Leiter der Bibliotheken ernannt und 1997 zum Priester geweiht. Neben seinen kirchlichen Aufgaben etablierte sich Gerfried Sitar in der Kulturszene als Ausstellungsmacher. Sein erstes Buch, das im Jahr 2000 beim Wiener Pichler Verlag erschien, ist eine Monografie des Stiftes St. Paul. Dieser Publikation folgten zahlreiche weitere sowie die Mitarbeit an vielen in- und ausländischen Ausstellungsprojekten. Er ist Autor vieler Fachbeiträge und Essays in internationalen Publikationen. 2009 war Gerfried Sitar für die Planung und Durchführung der Europaausstellung im Stift St. Paul und die damit verbundenen Umbauarbeiten wie Schaffung einer neuen Bibliothek und Revitalisierung der Stiftsgärten verantwortlich. 2010 übernahm Sitar nach mehreren seelsorglichen Verpflichtungen die Stadtpfarre St. Andrä und wurde 2014 zum Dechant des Dekanates St. Andrä gewählt. 2014 erreichte er die Ernennung der Wallfahrtskirche Maria Loreto in St. Andrä zur Basilika. 2016 wurde er Bischofsvikar für Bildung, Kunst und Kultur in der Diözese Gurk (bis zum Wechsel des Bischofs 2018 nach St. Pölten) – gleichzeitig übernahm er den Vorsitz der Kunstkommission in derselben Diözese.
Seit 1996 gestaltet Sitar nahezu jährlich eine große Sonderausstellung im Stift St. Paul.
In seiner Ära als Museumsleiter etablierte sich das Museum im Stift St. Paul zu einem der bedeutendsten historischen Museen in Österreich, das durch eine zeitgemäße Präsentation ebenso beeindruckt wie durch sorgfältig ausgewählte Exponate von europäischem Rang.

## Projekte
Neben der Gesamtsanierung des Stiftes St. Paul, die Sitar initiierte, verantwortete er eine Vielzahl von Projekten, darunter auch die Generalsanierung der Basilika Maria Loreto in St. Andrä. Federführend war er auch bei Kooperationsprojekten mit ausländischen Museen, darunter das Landesmuseum für Klosterkultur in Dalheim (D), das Reiss-Engelhorn Museum in Mannheim (D), das Museum der Abtei Pannonhalma (H) und das Augustinermuseum Freiburg (D). Sitar war und ist Mitglied mehrerer wissenschaftlicher Beiräte – unter anderem beim Umbau des Museums in Liesborn.
Gegenwärtig arbeitet Sitar an den Städtepartnerschaften mit Maribor (Marburg an der Drau) und Manzano (Abbazia di Rosazzo) und den damit verbundenen Kulturprojekten federführend mit.

## Auszeichnungen
- Goldener Wappenring der Marktgemeinde St. Paul
- Ehrennadel der Stadt St. Andrä
- Konsistorialrat der Diözese Gurk

## Werke (Auswahl)
- Glas und Porzellan – Tischkultur und Lebensfreude. Klagenfurt 1994.
- Barock, Spiegelbilder einer Zeit. Klagenfurt 1997 (Hg.).
- Die Abtei im Paradies – Das Stift St. Paul im Lavanttal. Wien 2000, ISBN 3-85431-204-0.
- Via Imperialis. Die schönsten Schlösser, Stifte und Burgen Österreichs. Wien 2000, ISBN 3-85431-212-1.
- Kostbares Lavanttal. Wolfsberg 2001, ISBN 3-901551-55-7
- Das Stift St. Paul im Lavanttal. Wolfsberg 2001.
- Burgen und Schlösser in Österreich und Südtirol. St. Pölten 2001, ISBN 3-85326-179-5.
- Magie und Macht des Schreibens. Die schönsten Bibliotheken Österreichs. Wien 2002, ISBN 3-85431-247-4.
- Kostbares Österreich. Die schönsten Sammlungen. St. Pölten 2004, ISBN 3-85326-353-4.
- Die schönsten Klöster Österreichs. Wien 2005, ISBN 3-222-13170-8.
- Das Stift St. Paul im Lavanttal. Kunstführer. Klagenfurt 2008.
- Macht des Wortes. Benediktinisches Mönchtum im Spiegel Europas. 2 Bände, Regensburg 2009 (Hg.), ISBN 978-3-7954-2125-0.
- Klostergeheimnisse aus Küche und Keller. Regensburg 2010, ISBN 978-3-7954-2182-3.
- Benedikt und die frühen Klöster. Regensburg 2012 (Hg.), ISBN 978-3-7954-2182-3.
- Schatzhaus Kärntens. Das Stift St. Paul im Lavanttal. Regensburg 2023, ISBN 978-3-7954-2179-3[14]